# Witam was w rzeczywistości
Witam was w rzeczywistości – album studyjny polskiej grupy muzycznej WWO. Wydawnictwo ukazało się 15 listopada 2005 roku nakładem wytwórni muzycznej Prosto. Głównym twórcą i autorem koncepcji płyty był Sokół. Równolegle do sprzedaży trafiła płyta Życie na kredycie według pomysłu Jędkera.  
Nagrania wyprodukowali Shuko & P, Emade, Uraz, L.A., Zoober Slimm, Kuba O., Korzeń, Beathoavenz, Sean "Face" Foote, Majid "Chi" Hasan, Magiera, DJ Deszczu Strugi oraz Sokół. Z kolei wśród gości znaleźli się m.in. Małolat, Juras, Firma, Pono oraz Bilon. W jednym z utworów zaśpiewała Iza Puk.
Nagrania dotarły do 12. miejsca listy OLiS. W marcu 2011 roku album uzyskał status złotej płyty, a w lutym 2023 – platynowej. Pochodząca z albumu piosenka "Promienie" znalazła się na liście 120 najważniejszych polskich utworów hip-hopowych według serwisu T-Mobile Music.

## Lista utworów
Opracowano na podstawie materiału źródłowego.
| Nr | Tytuł                        | Czas | Producent                             | Gościnnie                                          |
| -- | ---------------------------- | ---- | ------------------------------------- | -------------------------------------------------- |
| 1  | „Witam was w rzeczywistości” | 3:22 | Uraz                                  |                                                    |
| 2  | „Kochać życie”               | 2:27 | Shuko & P                             | Małolat                                            |
| 3  | „Zen”                        | 4:27 | Beathoavenz                           |                                                    |
| 4  | „Promienie”                  | 4:17 | L.A.                                  | Iza Puk                                            |
| 5  | „Życie depcze wyobraźnię”    | 3:46 | Uraz                                  |                                                    |
| 6  | „Świadomość”                 | 1:29 | Emade                                 |                                                    |
| 7  | „Podróby”[A]                 | 3:04 | Zoober Slimm                          |                                                    |
| 8  | „Wielcy bandyci”             | 4:34 | Korzeń & Sokół                        | Koras, Juras                                       |
| 9  | „Jestem normalny”            | 4:06 | Uraz                                  | Proceder (Chada, Kaczy)                            |
| 10 | „Chcesz być słynny”          | 4:13 | Sean „Face” Foote & Majid „Chi” Hasan | Firma (Tadek, Bosski Roman, Kali), Mercedresu      |
| 11 | „Nie musisz być bogaty”      | 1:32 | L.A.                                  | Ks. Rafał Praski                                   |
| 12 | „Nie muszę być geniuszem”    | 4:01 | L.A.                                  |                                                    |
| 13 | „Szuje”                      | 4:07 | Zoober Slimm                          |                                                    |
| 14 | „Smak chwili”                | 4:40 | Kuba O.                               | Wilku, Dry, Demon One                              |
| 15 | „Nienawiść obróć w siłę”     | 3:59 | Sean „Face” Foote & Majid „Chi” Hasan | Pono, Mercedresu, Bilon, Kali                      |
| 16 | „Mogę wszystko”              | 5:42 | Korzeń & Sokół                        |                                                    |
| 17 | „Umieramy na życie”          | 3:06 | Beathoavenz                           |                                                    |
| 18 | „Wiemy co mówimy”            | 5:02 | Sean „Face” Foote & Majid „Chi” Hasan | ZIP Skład (Felipe, Fu, Jaźwa, Koras, Mieron, Pono) |
| 19 | „Gdy”                        | 3:54 | Magiera                               |                                                    |
| 20 | „Czaj” (skit)                | 1:22 | DJ Deszczu Strugi & Sokół             |                                                    |

Notatki
- A^ W utworze wykorzystano sample z piosenki  "I Can Only Think of You" w wykonaniu Gwena McCrae[8].